# حسن مطلك
حسن مطلك روضان عبد الكافي الجبوري، (1961 ـ 1990)، (بالإنجليزية: Hassan Mutlak)‏ كاتب ورسام وشاعر عراقي. ويعد واحداً من أهم الأصوات الأدبية الحداثية التي برزت في العراق، في ثمانينيات القرن العشرين. ولد سنة 1961 في قرية سديرة التابعة لمدينة الشرقاط في شمال العراق. أنهى دراسته الجامعية سنة 1983 حاصلاً على شهادة البكالوريوس في التربية وعلم النفس من كلية التربية في جامعة الموصل. أقام عدة معارض للفن التشكيلي وأصدر مع مجموعة من أصدقائه في الجامعة مجلة («المُربي») نشر فيها مقالتين إحداهما عن الفن التشكيلي والأخرى قراءة لرواية الطيب صالح (موسم الهجرة إلى الشمال). وبعد أدائه للخدمة العسكرية الإلزامية عمل أستاذاً في معهد المعلمين في كركوك ومديراً لعدة مدارس إعدادية.

## الجوائز
- الجائزة الأولى لقصة الحرب سنة 1983 عن قصته («عرانيس»)[2]
- الجائزة التقديرية سنة 1988 عن قصته («بطل في المحاق»).[2]

## موته
أُعدم حسن شنقاً في 18 يوليو 1990 على الساعة السابعة مساءً، لاشتراكه في محاولة لقلب نظام الحكم. خصصت مجلة ألواح الصادرة في إسبانيا عددها 11/2001 عنه بالكامل، 300صفحة. كما خصصت عنه ملفات في صحيفتي المدى والزمان العراقييتين. وكتبت الكثير من الشهادات عنه والدراسات عن أعماله، من بينها رسالة دكتوراه أنجزها عبد الرحمن محمد الجبوري في جامعة الموصل بعنوان («الخطاب الروائي عند حسن مطلك.. دراسة تأويلية»). وحسن مطلك هو شقيق الكاتب العراقي محسن الرملي.

## المؤلفات
- 1988 – دابادا (رواية)[4] –220 صفحة، صدرت طبعتها الأولى عن الدار العربية للموسوعات في بيروت سنة 1988. وصدرت الطبعة الثانية عن الهيئة المصرية العامة للكتاب في القاهرة سنة 2001، والطبعة الثالثة عن الدار العربية للعلوم ناشرون في بيروت 2006.[5](ردمك 9953-29-278-7)[6]
- 2003 – قوة الضحك في أُورا (رواية)[7] – 145 صفحة، صدرت طبعتها الأولى عن دار دون كيخوته في دمشق عام 2003، والطبعة الثانية عن الدار العربية للعلوم ناشرون في بيروت 2006.[8] (ردمك 9953-29-277-9).[9]
- 2006 – الأعمال القصصية – 262 صفحة، صدرت طبعتها الأولى عن الدار العربية للعلوم ناشرون في بيروت سنة 2006م[10] (ردمك 978-9953-87-629-0).[11]
- 2006 – كتاب الحب.. ظَلالهن على الأرض (كتابة حرة/مُذكرات) – 125 صفحة، صدرت الطبعة الأولى عن الدار العربية للعلوم ناشرون في بيروت 2006.[12]
- مجموعة شعرية (أقنعة.. أنا وأنتِ والبلاد) – 70 صفحة، صدرت الطبعة الأولى عن دار ألواح في مدريد عام 2004 وتضم 21 قصيدة وعشر تخطيطات له.
- 2011 – العين إلى الداخل (كتابة حُرة، يوميات وقصائد) – 141 صفحة، صدرت عن مؤسسة الدوسري للثقافة والإبداع في البحرين سنة 2011.